# Sinbads tusen äventyr
Sinbads tusen äventyr (engelska: The Seventh Voyage of Sinbad) är en amerikansk äventyrsfilm från 1958 i regi av Nathan H. Juran. Filmen är baserad på berättelserna om Sinbad Sjöfararen. I huvudrollerna ses Kerwin Mathews, Kathryn Grant och Torin Thatcher.

## Handling
Sinbad Sjöfararen planerar ett giftermål med prinsessan Parisa, när en olycka sker. Över en natt krymper Parisa till minimal storlek, och förtvivlan uppstår. Sinbad söker upp Trollkarlen Sokurah för att få hjälp att få Parisa till normal storlek igen, men för att det ska gå måste de ha en bit av ett äggskal från Fågel Rock, som bor på ön Colossa.
Sinbad tvingas ge sig ut på en farofylld resa, där förräderi och onda planer sätter käppar i hjulen när Sokurah dessutom försöker återfå sin magiska lampa.

## Rollista i urval
- Kerwin Mathews – Sinbad
- Kathryn Grant – prinsessan Parisa
- Richard Eyer – Barani, anden i lampan
- Torin Thatcher – Sokurah
- Alec Mango – Kalifen av Bagdad
- Harold Kasket – Sultanen, Parisas far
- Alfred Brown – Harufa, Sinbads lojale vän
- Nana DeHerrera – Sadi
- Nino Falanga – sjöman
- Luis Guedes – besättningsman
- Virgilio Teixeira – Ali, en av Sinbads besättningsmän
- Danny Green – Karim, ledare vid myteriet
- Juan Olaguivel – Golar